# Bendis
Bendis é um gênero de traça pertencente à família Arctiidae.